# Arena (album)
Arena je čtvrté řadové album kapely Duran Duran, které vyšlo v roce 1984. Singlem se stala píseň The Wild Boys.

## Verze

### LP - Parlophone, DD2 - UK,1984
- Is There Something I Should Know? 4:3
- Hungry Like The Wolf 4:02
- New Religion 5:37
- Save A Prayer 6:11
- The Wild Boys 4:18
- The Seventh Stranger 5:11
- The Chauffeur 5:23
- Union Of The Snake 4:08
- Planet Earth 4:32
- Careless Memories 4:07

- album vyšlo i na CD a kazetě

### CD - EMI, 5780852 - UK,2004
- Is There Something I Should Know? 4:35
- Hungry Like The Wolf 4:02
- New Religion 5:37
- Save A Prayer 6:11
- The Wild Boys 4:18
- The Seventh Stranger 5:11
- The Chauffeur 5:23
- Union Of The Snake 4:08
- Planet Earth 4:32
- Careless Memories 4:07
- Girls On Film
- Rio

- remasterovaná verze vydaná 1. 6. 2004
- obsahuje dva bonusy – Girls On Film a Rio

## Umístění v hitparádách
- UK – No.6
- Švédsko – No.16
- Norsko – No.16
- Švýcarsko – No.4
- Rakousko – No.7